# Tomás Rojas Goméz
Tomás Iván Rojas Goméz (Lambaré, Paraguay; 17 de marzo de 1997) es un futbolista paraguayo juega de volante ofensivo, volante o extremo por derecha en 3 de Noviembre de la Tercera División de Paraguay.

## Clubes
| Club                        | País      | Año       |
| --------------------------- | --------- | --------- |
| Sol de América              | Paraguay  | 2015-act. |
| → Cerro Porteño (cedido)    | Paraguay  | 2016      |
| → Atlético Tucumán (cedido) | Argentina | 2018-2019 |
| → Ñublense (cedido)         | Chile     | 2021      |
| → Resistencia (cedido)      | Paraguay  | 2022      |
| → 3 de Noviembre (cedido)   | Paraguay  | 2023      |